# Spårviddshinder

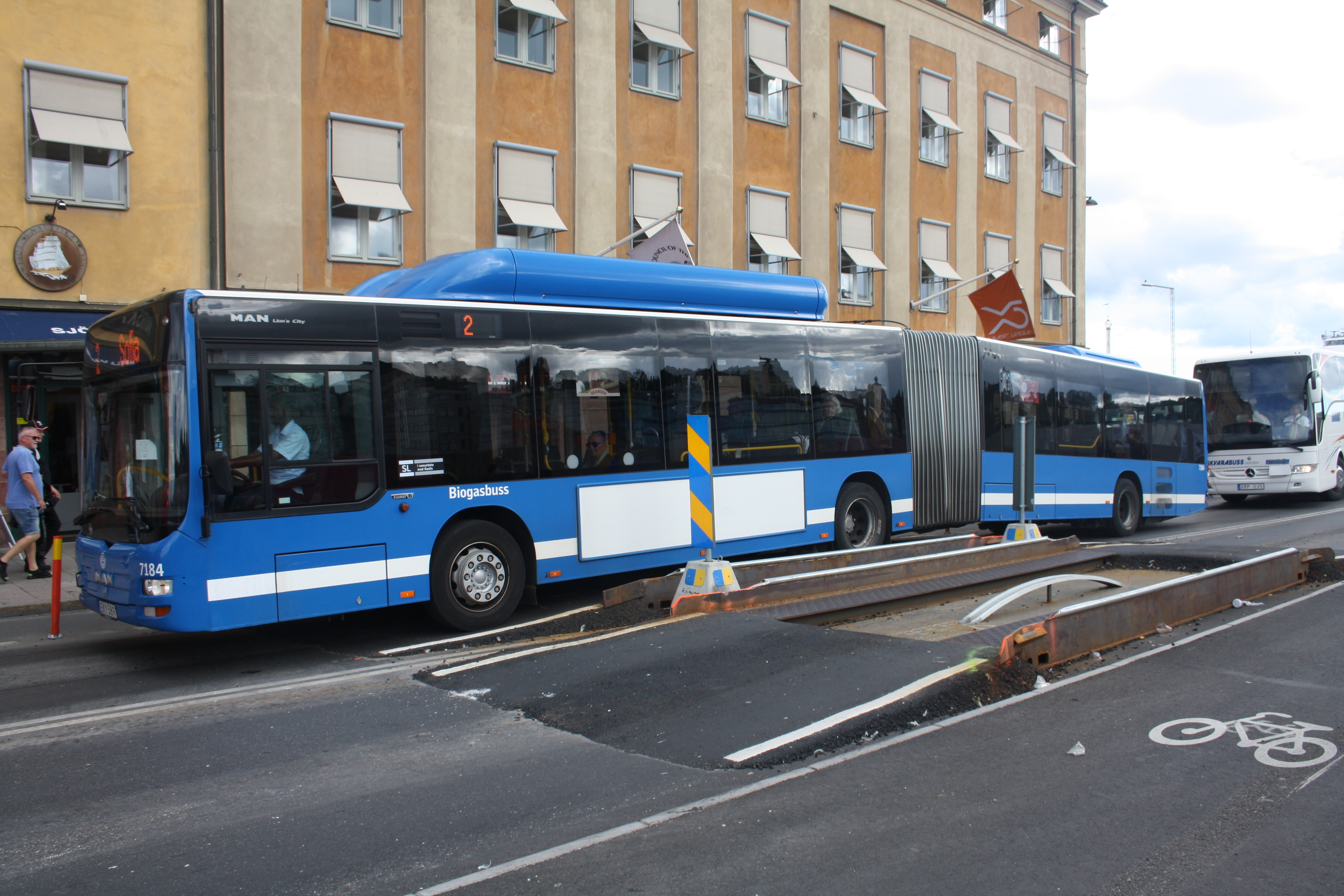
Spårviddshinder på Slussplan i Stockholm 2016.

Ett spårviddshinder är ett hinder i en väg som omöjliggör framfart av fordon med för smal spårvidd. Dessa är vanligen gjorda av betong och används ofta på gator enbart avsedda för busstrafik.
Körbanan smalnar av till ett körfält med en grop i mitten. Gropen är bredare än spårvidden på en vanlig personbil, men lagom bred för att en buss ska kunna köra över gropen utan problem. Hindret används för att endast bussar ska kunna trafikera en viss sträcka, men konstruktionen tillåter även att tvåhjuliga fordon passerar.